# Miloš Delić
Miloš Delić (Svinica, 27. septembar 1944 — Pula, 2019) bio je istanknuti rvač i trener.

## Biografija
Osamdesetih godina 20. veka je završio je Fakultet za fizičku kulturu Sveučilišta u Zagrebu. Rvačku karijeru je započeo u RK "Radnik" (kasnije RK "Gavrilović") 1960. godine u Petrinji, gde je rvao sve do 1970, kada je otišao da se na kratko takmiči u RK "Željezničar" Karlovac. U periodu 1971-1974. takmičio se za RK "Lokomotiva" Zagreb. U to vreme je pokrenuta inicijativa za osnivanje kluba u Sisku. Delić se odmah uključio u tu akciju i zajedno sa Milanom Radovićem je najzaslužniji za osnivanje RK "Sisak". Bio je aktivan takmičar u RK "Sisak" sve do 1981, nakon čega je postao trener, tu poziciju je držao sve do izbijanja rata 1991.
Nosilac je olimpijske baklje ZOI Sarajevo 1984. Tokom rata je izbegao u Srbiju. U Srbiji je radio kao trener u RK "Radnički" Beograd (1995-1997). Kasnije se vratio u Hrvatsku (Istra) gde je od 2000. do 2016. bio trener RK "Istarski Borac". Umro je u Puli 2019. godine

## Dostignuća

### Kao takmičar
- Međurepublički prvak u kategoriji 82kg (Zagreb 1976)
- Prvak Hrvatske (1974)
- Drugo mesto u Hrvatskoj (1967, 1970, 1972. i 1975)
- Treće mesto u Hrvatskoj (1968)
- Pobednik kvalifikacionog turnira za olimpijski test (1975)
- Visestruki reprezentativac Hrvatske
- Izabran je za sportistu Siska 1974.

### Kao trener
- Osvojio je naslov prvaka u II saveznoj ligi zapad (1981/1982)
- Vodio je klub u I saveznoj ligi (1982/1983)
- Zaslužan za činjenicu da je RK "Sisak" biran tri puta za najbolji muski sportski kolektiv opstine (1980, 1981. i 1982)
- Bio je član stručne komisije Saveza rvačkih sportova Hrvatske
- Bio je član takmičarske komisije Saveza rvačkih sportova Jugoslavije.